# Кинофестиваль в Жерармере 2002 года
IX Международный фестиваль фантастических фильмов в Жерармере (Festival de Gérardmer — Fantastic’Arts 9eme edition) проходил в департаменте Вогезы (Франция) с 16 января по 20 января 2002 года. Тема фестиваля этого года — «Апокалипсис»

## Жюри
- Норман Джуисон — президент
- Сириэлл Клэр
- Эмма де Кон
- Франсуаза Фабиан
- Патрик Броде
- Бернар Фарси
- Кристоф Ган
- Эрик Либерж
- Беноот Мажимел
- Жильбер Мелки
- Жорж Волински

## Лауреаты
- Гран-при — «Фауст 5.0» (Fausto 5.0), Испания, 2001, режиссёр Исидри Отис, Алекс Олле, Карлос Падрисса

- Приз жюри — «Хребет дьявола» (El espinazo del Diablo) Испания, 2001, режиссёр Гильермо дель Торо

- Приз критики — «Хребет дьявола» (El espinazo del Diablo), Испания, 2001, режиссёр Гильермо дель Торо

- Приз молодёжного жюри — «Хребет дьявола» (El espinazo del Diablo), Испания, 2001, режиссёр Гильермо дель Торо

- Приз «Première» — «Донни Дарко» (Donnie Darko), США, 2001, режиссёр Ричард Келли

- Приз Mad Movies  — Inédits Vidéo: «Джек и бобовое дерево: Подлинная история» (Jack and the Beanstalk: The Real Story) США, 2001, режиссёр Брайан Хенсон

## Номинанты в разделе полнометражных фильмов
- «Порок» (Frailty), США, 2001 режиссёр Билл Пакстон, США, 2001
- «Джиперс Криперс» (Jeepers Creepers), США, 2001, режиссёр Виктор Сэлва
- «Обитель страха» (Otogiriso aka St John’s Wort), Япония 2001, режиссёр Тен Шимояма

## Ретроспектива фильмов по теме фестиваля «Апокалипсис»
- «12 обезьян», (Twelve Monkeys) США, 1995, режиссёр Терри Гильям
- «Каир» (Cairo), Япония, 2001, режиссёр Киёси Куросава
- «Почтальон» (Postman, The), США, 1997, режиссёр Кевин Костнер
- «Звёздный десант» (Starship Troopers), США, 1997, режиссёр Пол Верхувен
- «Йетти» (Jetti, The), 1963, режиссёр Крис Мейкер
- «Побег из Нью-Йорка», (Escape from New York), США, 1981, режиссёр Джон Карпентер
- «Ностальгия», 1986, режиссёр Андрей Тарковский
- «Судный день», (Terminator 2}, США, 1990, режиссёр Джеймс Кэмерон